# Црква Светог Симеона Столпника у Гагинцу
Црква Светог Симеона Столпника у Гагинцу, насељеном месту на територији града Лесковца, православни је храм који припада Епархији нишкој Српске православне цркве.
Црква посвећена Светом Симеону Столпнику, подигнута је 2013. године